# Franz Gürtner

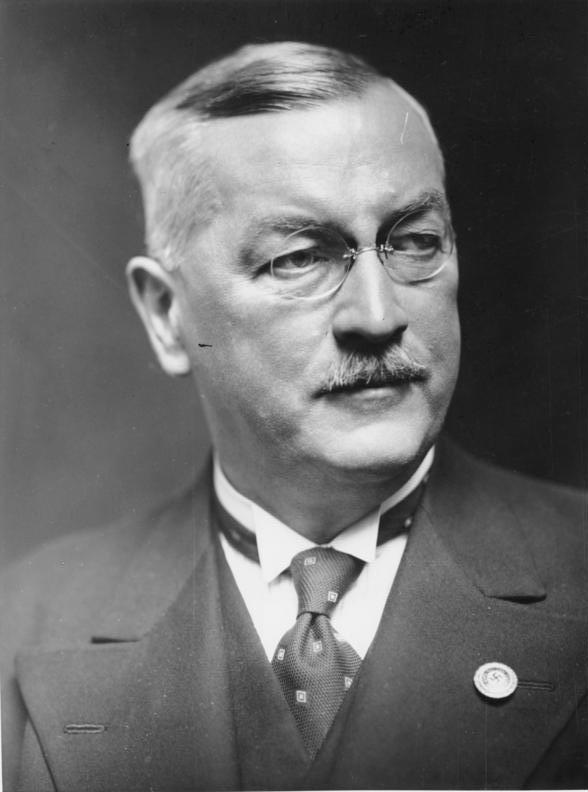
Franz Gürtner (1938) mit Goldenem Parteiabzeichen der NSDAP (linke Brust).

Franz Gürtner (* 26. August 1881 in Regensburg; † 29. Januar 1941 in Berlin) war ein deutscher Politiker (DNVP, NSDAP), der als bayerischer Justizminister in den 1920er Jahren seine schützende Hand über Adolf Hitler und die NSDAP hielt und von 1932 bis zu seinem Tod 1941 Reichsjustizminister war.

## Leben
Gürtner war der Sohn des Lokomotivführers Franz Gürtner und von Marie Gürtner, geborene Weinzierl. Nach dem Abitur 1900 am Neuen Gymnasium (heute Albrecht-Altdorfer-Gymnasium) Regensburg studierte er in München Rechtswissenschaft als Stipendiat der Stiftung Maximilianeum. Nach acht Semestern legte er 1904 sein Universitätsexamen ab. Seinen Vorbereitungsdienst zum bayerischen „Staatskonkurs“ unterbrach er für das Ableisten des Militärdiensts als Einjährig-Freiwilliger beim 11. Infanterie-Regiment „von der Tann“. Nach seinem Zweiten Staatsexamen 1908 arbeitete er zunächst als Syndikus bei einem Münchner Brauereiverband. Zum 1. Oktober 1909 trat er in den Staatsdienst am bayerischen Justizministerium ein und bearbeitete in den nächsten fünf Jahren vornehmlich Personal- und Prüfungsangelegenheiten. 
Bis 1911 war er III. Staatsanwalt am Landgericht München I und wurde im Januar 1912 zum Richter am Amtsgericht München berufen.
Am 7. August 1914 wurde Gürtner als Reserveoffizier zum Kriegsdienst im Ersten Weltkrieg mit dem 11. Infanterie-Regiment eingezogen und war zunächst an der Westfront eingesetzt. Er stieg bis zum stellvertretenden Bataillonsführer auf und erhielt das Eiserne Kreuz II. und I. Klasse sowie den bayerischen Militärverdienstorden IV. Klasse mit Schwertern. Ab September 1917 nahm er mit dem bayerischen Infanterie-Bataillon 702 am Expeditionskorps Pascha II in Palästina teil. Dafür erhielt er das Ritterkreuz des Königlichen Hausordens von Hohenzollern mit Schwertern und den Eisernen Halbmond. Mit der Ernennung zum Bataillonskommandeur am 31. Oktober 1918, dem Tag der Kapitulation des Osmanischen Reiches, führte er das Bataillon zurück nach Konstantinopel und traf am 17. März 1919 in Wilhelmshaven ein, wo er demobilisiert wurde.
Am 11. April 1919 trat Gürtner seinen Dienst als II. Staatsanwalt am Landgericht München I an. Vier Tage zuvor war in München die Räterepublik ausgerufen worden. Im November 1919 legte er den Eid auf die Bamberger Verfassung, im Juli 1920 auf die Weimarer Reichsverfassung ab. Im August 1920 wurde er zum Landgerichtsdirektor ernannt und wieder in das Ministerium berufen. Dort wurde er (zunächst stellvertretender) Referent für das damals bedeutende Begnadigungswesen, da gegen die Urteile der Volksgerichte weder Rechtsmittel noch eine Wiederaufnahme des Verfahrens möglich war. Sein Schwager Dürr bearbeitete das Referat für Straf- und Strafprozessrecht, Kriegs- und Belagerungszustand und Verfahrensniederschlagung, zu dem Gürtner Hilfsreferent war.
Gürtner wurde im August 1922 als Vertreter der deutschnationalen Bayerischen Mittelpartei zum bayerischen Justizminister ernannt. Im Juni 1932 ernannte ihn Franz von Papen zum Reichsjustizminister. Dieses Amt behielt er bis zu seinem Tode 1941.
Gürtner gehörte 1933 zu den Gründungsmitgliedern der nationalsozialistischen Akademie für Deutsches Recht Hans Franks.
1920 heiratete er die evangelische Luise Stoffel, Tochter eines Oberstleutnants; sie hatten drei Söhne.  Die Söhne wurden nach der Mutter evangelisch erzogen.

## Politisches Wirken

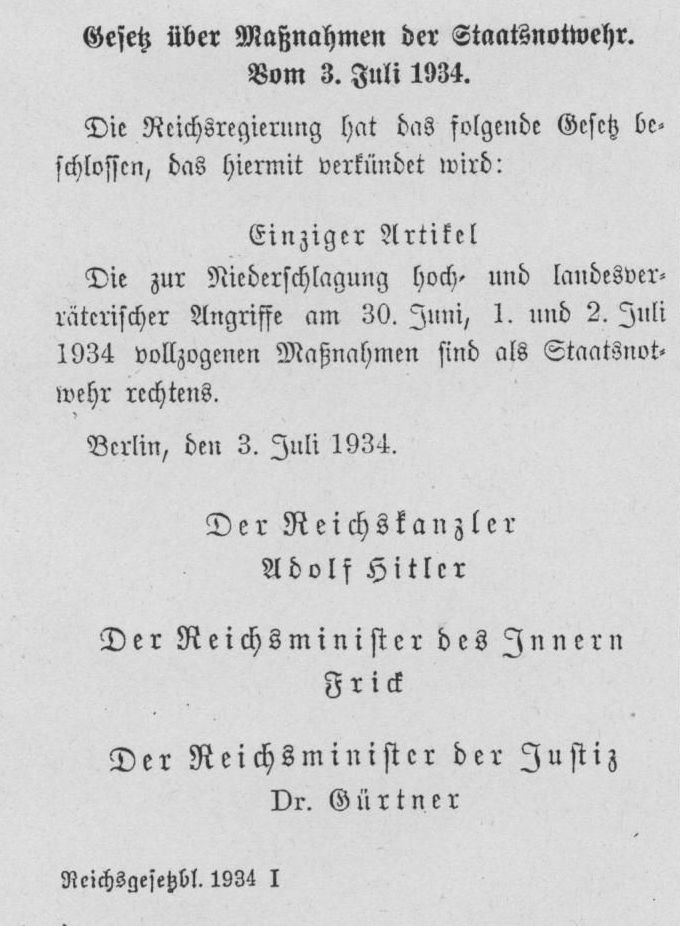
„Staatsnotwehrgesetz“, von Gürtner unterzeichnet

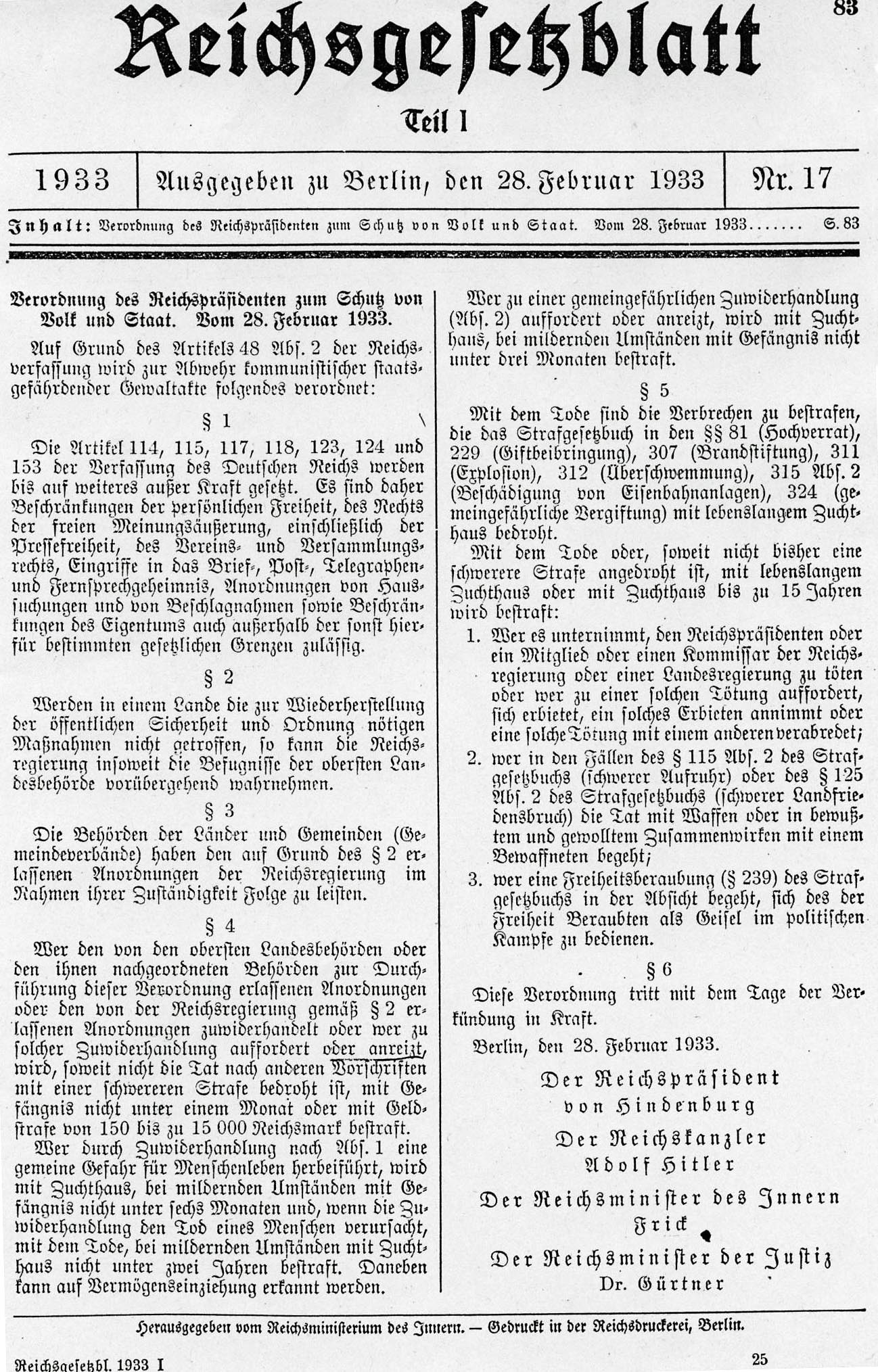
Von Gürtner unterzeichnete „Reichstagsbrandverordnung“

Während seiner Zeit als Justizminister war die Justiz in Bayern rechtsextremen politischen Richtungen gegenüber nachsichtig eingestellt, was Adolf Hitler in seinem Prozess 1924 am Münchner Volksgericht, durch frühzeitige Entlassung aus der Justizvollzugsanstalt Landsberg, die Aufhebung des Redeverbots sowie die Wiederzulassung der NSDAP zugutekam.
Die Versuche Gürtners, der erst 1937 Mitglied der NSDAP wurde (Mitgliedsnummer 3.805.232), nach 1933 der deutschen Justiz Unabhängigkeit und Rechtsstaatlichkeit zu garantieren, waren zum Scheitern verurteilt. Proteste gegen Misshandlungen und Morde durch die SA in Konzentrationslagern waren wirkungslos, führten allerdings auch nicht zu seiner Entlassung. 1935 setzte er sich für die von der Gestapo festgehaltenen Rechtsanwälte ein, die die Witwe des bei der politischen Säuberungswelle des sogenannten Röhm-Putschs ermordeten katholischen Politikers und ehemaligen Leiters der Polizeiabteilung im preußischen Innenministerium Erich Klausener vertreten hatten, was zu deren Entlassung aus der Haft beitrug. Gürtner protestierte gegen die Methoden der Geheimen Staatspolizei, die Geständnisse durch Folter abpresste; allerdings wurde sein politischer Einfluss ab 1935 immer schwächer. Sicherheitsdienst und Geheime Staatspolizei arbeiteten besonders seit Beginn des Zweiten Weltkrieges unabhängig vom staatlichen Justizapparat.
Auf seine Initiative hin wurde am 14. Oktober 1936 von Hitler entschieden, die Todesstrafe in Deutschland anstatt mit dem Richtbeil künftig mit der Guillotine zu vollstrecken. In seiner Funktion als Justizminister unterzeichnete Gürtner eine Vielzahl nationalsozialistischer Unrechtsakte in Gesetzes- oder Verordnungsform. Hierunter fallen die „Reichstagsbrandverordnung“, durch die die Bürgerrechte der Weimarer Reichsverfassung außer Kraft gesetzt wurden und die als Rechtsgrundlage für die Maßnahmen der Gestapo diente, sowie das „Gesetz zum Schutze des deutschen Blutes und der deutschen Ehre“, welches sexuelle Handlungen zwischen Juden und „Ariern“ unter Strafe stellte (vgl. „Rassenschande“). Weiterhin unterzeichnete er 1934 das Gesetz über Maßnahmen der Staatsnotwehr („Staatsnotwehrgesetz“), mit dem die Machthaber versuchten, die Morde beim sogenannten Röhm-Putsch nachträglich zu legalisieren, und das die Aufhebung der Trennung von Exekutive und Legislative bedeutete. Ebenso war er einer der Unterzeichner der Zweiten Verordnung zur Durchführung des Gesetzes über die Veränderung von Familiennamen und Vornamen, durch das Juden zwangsweise die diskriminierenden Vornamen Israel beziehungsweise Sara erhielten.
Seit 30. Januar 1937 war Gürtner Inhaber des Goldenen Parteiabzeichens der NSDAP.
Durch seine Verfügung in 1937 wurde die Nationalsozialistische Volkswohlfahrt den Gerichten als Ermittlungshilfe zur Verfügung gestellt. Laut seiner Presseerklärung sollte sie „eine Hilfe für die Strafrechtspflege und nicht für den Beschuldigten sein“; dabei auch „für die Entscheidung über die Strafe oder über die Anordnung von Sicherungsverfahren oder Entmannung“.
Franz Gürtner bewahrte Ricarda Huch und ihren Schwiegersohn Franz Böhm, beide dem nationalsozialistischen Regime gegenüber kritisch eingestellt, 1938 vor einem Strafverfahren. Er erreichte, dass das Verfahren gegen sie nach dem Anschluss Österreichs im Rahmen einer von Hitler erlassenen Amnestie eingestellt wurde.
Mit Kriegsausbruch 1939 betrieb Gürtner die Verschärfung der Strafgesetzgebung und der Strafpraxis, was im Kriegsverlauf die Zahl der Insassen in Strafanstalten verdoppelte und ihre Behandlung brutalisierte. Gürtner fasste seine Maßnahmen in die Formel „Umwertung der Friedenswerte im Strafrecht“.
Franz Gürtner erhielt spätestens 1940 Kenntnis vom „Führererlass“ vom Oktober 1939, der den systematischen Massenmord an Menschen mit körperlichen, geistigen und seelischen Behinderungen angeordnet hatte (siehe Aktion T4). Nach Gürtners Tod erreichte das Justizministerium am 16. August 1941 ein Protestschreiben des Limburger Bischofs Antonius Hilfrich.

## Veröffentlichungen
- mit Roland Freisler: Das neue Strafrecht. Grundsätzliche Gedanken zum Geleit. Berlin 1936.
- Hrsg.: 200 Jahre Dienst am Recht. Gedenkschrift aus Anlaß des 200jährigen Gründungstages des Preußischen Justizministeriums. Berlin 1938.
- Hrsg.: Das kommende deutsche Strafverfahren. Bericht der amtlichen Strafprozeßkommission. von Decker, Berlin 1938. Digitalisat